# Дмитрово (Павлово-Посадский городской округ)
Дмитрово — деревня в Московской области России. Входит в Павлово-Посадский городской округ. Население — 115 чел. (2010).

## География
Деревня Дмитрово расположена в центральной части городского округа, примерно в 3 км к юго-западу от города Павловский Посад. Высота над уровнем моря 132 м. По северной окраине деревни протекает река Вохонка. Ближайшие населённые пункты — деревни Фомино, Игнатово и село Рахманово.

## История
В 1926 году деревня входила в Игнатовский сельсовет Павлово-Посадской волости Богородского уезда Московской губернии.
С 1929 года — населённый пункт в составе Павлово-Посадского района Орехово-Зуевского округа Московской области, с 1930-го, в связи с упразднением округа, — в составе Павлово-Посадского района Московской области.
До муниципальной реформы 2006 года Дмитрово входило в состав Рахмановского сельского округа Павлово-Посадского района.
С 2004 до 2017 гг. деревня входила в Рахмановское сельское поселение Павлово-Посадского муниципального района.

## Население
В 1926 году в деревне проживало 186 человек (76 мужчин, 110 женщин), насчитывалось 44 хозяйства, из которых 32 было крестьянских. По переписи 2002 года — 104 человека (43 мужчины, 61 женщина).
| 1926 | 2002 | 2006 | 2010 |
| ---- | ---- | ---- | ---- |
| 186  | ↘104 | ↘82  | ↗115 |